# História de fundo
Uma história de fundo, é um conjunto de eventos inventados para um enredo, apresentados como precedentes e anteriores àquele enredo. É um dispositivo literário de uma história narrativa, cronologicamente mais cedo que a narrativa de interesse primário.
Em atuação, é a história do personagem antes do drama começar, e é criado durante a preparação do ator.
É a história dos personagens e outros elementos que fundamentam a situação existente no início da narrativa principal. Mesmo um trabalho puramente histórico revela seletivamente a história de fundo para o público.

## Uso
Como dispositivo literário, a história de fundo é frequentemente empregada para dar profundidade ou credibilidade à história principal. A utilidade de ter uma revelação dramática foi reconhecida por Aristóteles, em Poética.
As histórias de fundo são geralmente reveladas, parcialmente ou totalmente, cronologicamente ou não, à medida que a narrativa principal se desenrola. No entanto, o criador de uma história também pode criar partes de uma história de fundo ou mesmo toda uma história de fundo que é apenas para seu próprio uso.
A história de fundo pode ser revelada por vários meios, incluindo flashbacks, diálogos, narração direta, resumo, lembranças e exposição. O filme original de Star Wars e suas duas primeiras sequências são exemplos de um trabalho com uma história de fundo preconcebida, que mais tarde foi lançada como a segunda parte, uma pré-sequência de três filmes.

## Recordação
Recordação é o modo de escrever ficção, pelo qual uma personagem se lembra de algo ou de si mesma. A memória de uma personagem desempenha um papel na transmissão da história de fundo, pois permite que um escritor de ficção traga informações do início da história ou de antes do início da história. Embora a lembrança não seja amplamente reconhecida como um modo distinto de escrever ficção, a lembrança é comumente usada pelos autores de ficção.
Por exemplo, Orson Scott Card observa que "Se é uma memória que a personagem poderia ter lembrado a qualquer momento, fazê-la pensar a tempo de tomar uma decisão importante pode parecer uma coincidência implausível [...]" Além disso, "Se a memória solicitar uma decisão atual, ela deverá ter sido solicitada por um evento recente".

## Universo compartilhado
Em um universo compartilhado, mais de um autor pode moldar a mesma história de fundo. A criação posterior de uma história de fundo que conflita com uma história principal escrita anteriormente pode exigir o dispositivo de ajuste conhecido como continuidade retroativa, informalmente conhecido como "retcon".

## Atuação
Os atores podem criar suas próprias histórias de fundo para os personagens, indo além das informações às vezes escassas em um roteiro. O preenchimento de detalhes ajuda o ator a interpretar o roteiro e a criar personagens totalmente imaginados.